# Concili de Constantinoble II
El segon concili de Constantinoble, celebrat del 5 de maig al 2 de juny del 553, és la cinquena reunió ecumènica de l'església antiga. Volia condemnar el monofisisme, però no va evitar una ruptura interna dels creients.

## Contingut del concili
L'objectiu del concili era la condemna del monofisisme, que Justinià I temia que acabés en un cisma entre els cristians. Aquesta condemna es va centrar a considerar heretgia els escrits anomenats com "tres capítols" que en un primer moment el Papa Vigili I havia acceptat. La polèmica d'un pontífex recolzant anatemes va forçar la convocatòria urgent del concili i l'amenaça de detenció indefinida del Papa, qui va acabar signant la condemna.
Els anatemes es van concretar en 14 proposicions, és a dir, seria excomunicat qui no acceptés que:
- La natura divina té tres persones
- Jesús té dos naixements, un immaterial i l'altre de la Verge Maria
- Jesús ha fet miracles i és el mateix Déu
- Dins Jesús, la carn està unida al Verb diví (logos)
- Cal adorar les dues natures de Crist
- Maria és realment la mare de Jesús
- Les dues natures de Crist són inseparables
- Les dues natures formen part de la mateixa persona
- No es pot separar aquestes natures en l'adoració ni proposar dues adoracions diferents segons l'aspecte venerat
- Jesús-Déu va ser crucificat i morí pel patiment
- Els heretges Orígenes, Arri, Macedoni i els seus seguidors són motiu de condemna
- No es pot defensar els heretges
- No es pot seguir els escrits dels «tres capítols»
- No es pot defensar o creure en el contingut d'aquests escrits